# 西谷岳文
西谷 岳文（にしたに たかふみ、1979年1月17日 - ）は、大阪府泉北郡忠岡町出身の日本の競輪選手、元ショートトラックスピードスケート選手。競輪選手としては日本競輪学校（当時。以下、競輪学校）第93期。日本競輪選手会京都支部所属、ホームバンクは京都向日町競輪場。

## 来歴
忠岡町立東忠岡小学校3年生の時、野球のトレーニングのひとつとしてスケートを始め、忠岡中学校では野球とスケートの両方の選手として活躍する。
大阪府立貝塚高等学校1年の時に、現・サンコースピードスケート部監督の杉尾憲一と出会ったことがきっかけでショートトラックを本格的に取り組んだ。高校卒業後、阪南大学に入学。
「浪速の弾丸」と形容されるスタートダッシュが持ち味で、長野オリンピックでは500メートルで金メダルを獲得。当時19歳1ヶ月であり、日本の冬季オリンピック史上初の10代のメダリストとなり、これは2014年、ソチオリンピックで平野歩夢が15歳にしてスノーボードハーフパイプで銀メダルを受賞するまで、日本選手団としては冬季オリンピック史上最年少のメダリストであった。冬季オリンピックにおける金メダリストとしては現在でも史上最年少である。
ソルトレークシティオリンピックでは直前に左足首を骨折し、同種目で8位に終わり2大会連続の金メダルとはならなかった。その後は韓国勢やアメリカのアポロ・アントン・オーノなどの後塵を拝し、トリノオリンピックにも3大会連続で出場したものの、すでに往年の力はなく500メートルで予選敗退するなど振るわなかった。
2006年5月15日に引退会見を行い、併せて競輪学校が入学試験における年齢制限のうち上限を撤廃したことを受けて競輪選手への転向を目指すことを表明する。ただ、その時点ではオリンピックなど直近の世界大会で目立った成績を残していなかったことから、競輪学校の入学試験においては一般試験での受験となったが、引退会見直後に行われた第93期を受験（適性）し合格。競輪学校時代は在校競走成績第5位、卒業記念レースは決勝7着（優勝は谷田泰平）となり、2007年10月19日に同校を卒業した。
競輪学校入学以前より、元競輪選手の松本整が経営するスポーツジム「CLUB KONG」（京都府長岡京市）でトレーニングを積んでいた縁もあって競輪選手としての登録地は京都となり、京都向日町競輪場をホームバンクとすることになった。競輪選手になるにあたっての師匠は村上義弘。但し、現在は村上との師弟関係を解消している。
2008年1月2日、ホームバンクである京都向日町競輪場で競輪選手デビュー。デビュー戦で初勝利を挙げた。初優勝は同年2月3日の四日市競輪場（完全優勝）。2010年のヤンググランプリでは6着。2011年の第64回日本選手権競輪でGI初出場を果たした。